# Palmarès du simple hommes à l'Open d'Angleterre de badminton
La liste ci-dessous présente le palmarès du simple hommes à l'Open d'Angleterre de badminton qui est le plus ancien tournoi au monde et l'un des plus prestigieux.
En raison des deux conflits mondiaux, la compétition a été annulée entre 1915 et 1919 et entre 1940 et 1946.

## Avant la Première guerre mondiale
| Année | Vainqueur                | Finaliste            | Score               |
| ----- | ------------------------ | -------------------- | ------------------- |
| 1900  | Sydney Howard Smith      | D. Oakes             | 15–12, 11–15, 15–10 |
| 1901  | H. W. Davies             | Ralph George Watling | 15–9, 15–4          |
| 1902  | Ralph Watling            | E. Young             | 15–5, 15–7          |
| 1903  | Ralph Watling (2)        | Henry Norman Marrett | 1–15, 18–17, 15–8   |
| 1904  | Henry Norman Marrett     | George Alan Thomas   | 15–8, 15–10         |
| 1905  | Henry Norman Marrett (2) | Ralph George Watling | 15–6, 15–2          |
| 1906  | Norman Wood              | Henry Norman Marrett | 15–8, 18–13         |
| 1907  | Norman Wood (2)          | Frank Chesterton     | 15–6, 15–7          |
| 1908  | Henry Norman Marrett (3) | Arthur M. Cave       | 12–15, 18–14, 15–9  |
| 1909  | Frank Chesterton         | Henry Norman Marrett | 15–8, 8–15, 15–10   |
| 1910  | Frank Chesterton (2)     | Henry Norman Marrett | 15–4, 15–10         |
| 1911  | Guy A. Sautter           | J. H. Colin Prior    | 15–6, 15–11         |
| 1912  | Frank Chesterton (3)     | Guy A. Sautter       | 15–10, 15–13        |
| 1913  | Guy A. Sautter (2)       | Frank Chesterton     | 15–7, 15–8          |
| 1914  | Guy A. Sautter (3)       | Frank Chesterton     | 15–4, 15–10         |

## L'entre-deux guerres
| Année     | Vainqueur              | Finaliste           | Score               |
| --------- | ---------------------- | ------------------- | ------------------- |
| 1915 1919 | Pas de compétition     | Pas de compétition  | Pas de compétition  |
| 1920      | George Alan Thomas     | W. M. Swinden       | 15–9, 14–17, 15–5   |
| 1921      | George Alan Thomas (2) | Frank Hodge         | 15–7, 8–15, 15–3    |
| 1922      | George Alan Thomas (3) | Frank Hodge         | 15–14, 15–5         |
| 1923      | George Alan Thomas (4) | Herbert Uber        | 15–10, 15–10        |
| 1924      | Gordon 'Curly' Mack    | George Alan Thomas  | 17–15, 9–15, 15–6   |
| 1925      | Frank Devlin           | Frank Hodge         | 11–15, 15–7, 18–15  |
| 1926      | Frank Devlin (2)       | Albert Harbot       | 7–15, 15–5, 15–6    |
| 1927      | Frank Devlin (3)       | Albert Harbot       | 15–3, 15–7          |
| 1928      | Frank Devlin (4)       | Albert Harbot       | 15–10, 15–6         |
| 1929      | Frank Devlin (5)       | Donald C. Hume      | 15–4, 15–1          |
| 1930      | Donald C. Hume         | Alan Titherley      | 15–12, 15–12        |
| 1931      | Frank Devlin (6)       | T. P. Dick          | 3–15, 15–10, 15–3   |
| 1932      | Ralph C.F. Nichols     | Raymond White       | 5–15, 15–11, 18–16  |
| 1933      | Raymond White          | Donald C. Hume      |                     |
| 1934      | Ralph C.F. Nichols (2) | T. P. Dick          | 15–11, 15–8         |
| 1935      | Raymond White (2)      | Ralph C. F. Nichols | 15–10, 15–7         |
| 1936      | Ralph C.F. Nichols (3) | Raymond White       | 18–16, 17–18, 15–10 |
| 1937      | Ralph C.F. Nichols (4) | T. P. Dick          | 15–8, 15–7          |
| 1938      | Ralph C.F. Nichols (5) | Jesper Bie          | 15–4, 15–5          |
| 1939      | Tage Madsen            | Ralph C. F. Nichols | 10–15, 18–13, 15–7  |
| 1940 1946 | Pas de compétition     | Pas de compétition  | Pas de compétition  |

## De 1947 à 1970
| Année | Vainqueur          | Finaliste                   | Score              |
| ----- | ------------------ | --------------------------- | ------------------ |
| 1947  | Conny Jepsen       | Prakash Nath                | 15–7, 15–11        |
| 1948  | Jørn Skaarup       | Poul Holm                   | 15–3, 15–13        |
| 1949  | Dave G. Freeman    | Ooi Teik Hock               | 15–1, 15–6         |
| 1950  | Wong Peng Soon     | Poul Holm                   | 15–7, 15–10        |
| 1951  | Wong Peng Soon (2) | Ong Poh Lim                 | 15–18, 18–14, 15–7 |
| 1952  | Wong Peng Soon (3) | Eddy B. Choong              | 15–11, 18–13       |
| 1953  | Eddy B. Choong     | Heah Hock Aun               | 15–4, 15–4         |
| 1954  | Eddy B. Choong (2) | Donald Smythe               | 15–5, 15–6         |
| 1955  | Wong Peng Soon (4) | Eddy B. Choong              | 15–7, 14–17, 15–10 |
| 1956  | Eddy B. Choong (3) | Finn Kobberø                | 11–15, 15–3, 15–11 |
| 1957  | Eddy B. Choong (4) | Erland Kops                 | 15–9, 15–3         |
| 1958  | Erland Kops        | Finn Kobberø                | 15–10, 8–15, 15–8  |
| 1959  | Tan Joe Hok        | Ferry Sonneville            | 15–8, 10–15, 15–3  |
| 1960  | Erland Kops (2)    | Charoen Wattanasin          | 15–11, 11–15, 15–6 |
| 1961  | Erland Kops (3)    | Finn Kobberø                | 15–10, 15–6        |
| 1962  | Erland Kops (4)    | Charoen Wattanasin          | 15–10, 15–5        |
| 1963  | Erland Kops (5)    | Channarong Ratanaseangsuang | 15–7, 15–7         |
| 1964  | Knud Aage Nielsen  | Henning Borch               | 8–15, 17–14, 15–4  |
| 1965  | Erland Kops (6)    | Tan Aik Huang               | 15–13, 15–12       |
| 1966  | Tan Aik Huang      | Masao Akiyama               | 15–7, 15–4         |
| 1967  | Erland Kops (7)    | Tan Aik Huang               | 15–12, 15–10       |
| 1968  | Rudy Hartono       | Tan Aik Huang               | 15–12, 15–9        |
| 1969  | Rudy Hartono (2)   | Darmadi                     | 15–1, 15–3         |
| 1970  | Rudy Hartono (3)   | Svend Pri                   | 15-7, 15-1         |

## De 1971 à 1999
| Année | Vainqueur                  | Finaliste          | Score              |
| ----- | -------------------------- | ------------------ | ------------------ |
| 1971  | Rudy Hartono (4)           | Muljadi            | 15–1, 15–5         |
| 1972  | Rudy Hartono (5)           | Svend Pri          | 15–9, 15–4         |
| 1973  | Rudy Hartono (6)           | Christian Hadinata | 15–4, 15–2         |
| 1974  | Rudy Hartono (7)           | Punch Gunalan      | 8–15, 15–9, 15–10  |
| 1975  | Svend Pri                  | Rudy Hartono       | 15–11, 17–14       |
| 1976  | Rudy Hartono (8)           | Liem Swie King     | 15–7, 15–6         |
| 1977  | Flemming Delfs             | Liem Swie King     | 15–18, 15–11, 15–8 |
| 1978  | Liem Swie King             | Rudy Hartono       | 15–10, 15–3        |
| 1979  | Liem Swie King (2)         | Flemming Delfs     | 15–7, 15–8         |
| 1980  | Prakash Padukone           | Liem Swie King     | 15–3, 15–10        |
| 1981  | Liem Swie King (3)         | Prakash Padukone   | 11–15, 15–4, 15–6  |
| 1982  | Morten Frost               | Luan Jin           | 11–15, 15–2, 15–7  |
| 1983  | Luan Jin                   | Morten Frost       | 15–2, 13–15, 15–4  |
| 1984  | Morten Frost (2)           | Liem Swie King     | 9–15, 15–10, 15–10 |
| 1985  | Zhao Jianhua               | Morten Frost       | 6–15, 15–10, 18–15 |
| 1986  | Morten Frost (3)           | Misbun Sidek       | 15–2, 15–8         |
| 1987  | Morten Frost (4)           | Icuk Sugiarto      | 15–10, 15–0        |
| 1988  | Ib Frederiksen             | Morten Frost       | 8–15, 15–7, 15–10  |
| 1989  | Yang Yang                  | Morten Frost       | 15–6, 15–7         |
| 1990  | Zhao Jianhua (2)           | Joko Suprianto     | 15–4, 15–1         |
| 1991  | Ardy Wiranata              | Foo Kok Keong      | 15–12, 15–10       |
| 1992  | Liu Jun                    | Zhao Jianhua       | 15–13, 15–13       |
| 1993  | Heryanto Arbi              | Joko Suprianto     | 15–7, 4–15, 15–11  |
| 1994  | Heryanto Arbi (2)          | Ardy Wiranata      | 15–12, 17–14       |
| 1995  | Poul-Erik Høyer Larsen     | Heryanto Arbi      | 17–16, 15–6        |
| 1996  | Poul-Erik Høyer Larsen (2) | Rashid Sidek       | 15–7, 15–6         |
| 1997  | Dong Jiong                 | Sun Jun            | 15–9, 15–5         |
| 1998  | Sun Jun                    | Ong Ewe Hock       | 15–1, 15–7         |
| 1999  | Peter Gade                 | Taufik Hidayat     | 15–11, 7–15, 15–10 |
| 2000  | Xia Xuanze                 | Taufik Hidayat     | 15–6, 15–13        |

## XXIesiècle
| Année | Vainqueur             | Finaliste                | Score               |
| ----- | --------------------- | ------------------------ | ------------------- |
| 2001  | Pullela Gopichand     | Chen Hong                | 15–12, 15–6         |
| 2002  | Chen Hong             | Budi Santoso             | 7–4, 7–5, 7–1       |
| 2003  | Muhammad Hafiz Hashim | Chen Hong                | 17–14, 15–10        |
| 2004  | Lin Dan               | Peter Gade               | 9–15, 15–5, 15–8    |
| 2005  | Chen Hong (2)         | Lin Dan                  | 8–15, 15–5, 15–2    |
| 2006  | Lin Dan (2)           | Lee Hyun-il              | 15–7, 15–7          |
| 2007  | Lin Dan (3)           | Chen Yu                  | 21–13, 21–12        |
| 2008  | Chen Jin              | Lin Dan                  | 22–20, 25–23        |
| 2009  | Lin Dan (4)           | Lee Chong Wei            | 21–19, 21–12        |
| 2010  | Lee Chong Wei         | Kenichi Tago             | 21–19, 21–19        |
| 2011  | Lee Chong Wei (2)     | Lin Dan                  | 21–17, 21–17        |
| 2012  | Lin Dan (5)           | Lee Chong Wei            | 21–19, 6–2 ab.      |
| 2013  | Chen Long             | Lee Chong Wei            | 21–17, 21–18        |
| 2014  | Lee Chong Wei (3)     | Chen Long                | 21–13, 21–18        |
| 2015  | Chen Long (2)         | Jan Ø. Jørgensen         | 15–21, 21–17, 21–15 |
| 2016  | Lin Dan (6)           | Tian Houwei              | 21–9, 21–10         |
| 2017  | Lee Chong Wei (4)     | Shi Yuqi                 | 21–12, 21–10        |
| 2018  | Shi Yuqi              | Lin Dan                  | 21–19, 16–21, 21–9  |
| 2019  | Kento Momota          | Viktor Axelsen           | 21–11, 15–21, 21–15 |
| 2020  | Viktor Axelsen        | Chou Tien-chen           | 21–13, 21–14        |
| 2021  | Lee Zii Jia           | Viktor Axelsen           | 30–29, 20–22, 21–9  |
| 2022  | Viktor Axelsen (2)    | Lakshya Sen              | 21–10, 21–15        |
| 2023  | Li Shifeng            | Shi Yuqi                 | 26–24, 21–05        |
| 2024  | Jonatan Christie      | Anthony Sinisuka Ginting | 21–15, 21–14        |
| 2025  | Shi Yuqi (2)          | Lee Chia-hao             | 21–17, 21–19        |